# Diaparsis caudata
Diaparsis caudata là một loài tò vò trong họ Ichneumonidae.